# Peter Brändel
Peter Brändel (* 20. April 1943 in Zwickau; † 8. März 2022 ebenda) war ein deutscher Fußballspieler in der DDR-Oberliga, der höchsten Spielklasse des DDR-Fußballverbandes. Dort spielte er für die Betriebssportgemeinschaft (BSG) Motor/Sachsenring Zwickau.

## Leben
Bevor Brändel seine Laufbahn in der Oberliga begann, hatte er bei der BSG Aktivist „Karl Marx“ Zwickau zuletzt in der zweitklassigen DDR-Liga gespielt. Anfang 1967 wurde er zum Ortsrivalen und Oberligisten BSG Motor Zwickau delegiert. Am 11. März 1967, dem 17. Spieltag, gab Brändel seinen Einstand in der Oberliga. In der Begegnung Berliner FC Dynamo – Motor Zwickau (2:2) wurde er als Linksaußenstürmer eingesetzt. Bis zum Saisonende 1966/67 kam er noch in weiteren vier Oberligaspielen zum Einsatz. Im Pokalendspiel 1967, das die Zwickauer mit 3:0 über Hansa Rostock gewannen, wirkte er nicht mit.
Nach einem eineinhalbjährigen Zwischenspiel in der 2. Mannschaft wurde der 1,72 m große Brändel erst ab 1970 im Alter von 27 Jahren zum Stammspieler in der Oberligamannschaft. Schon zum Ende der Saison 1969/70 wurde er regelmäßig auf der linken Angriffsseite eingesetzt, und 1970/71 spielte er erstmals eine fast komplette Serie mit 24 von 26 möglichen Punktspielen. Inzwischen war die BSG in Sachsenring Zwickau umbenannt worden. Bis zum Ende der Saison 1972/73 blieb Brändel Standard-Linksaußen der Zwickauer, er absolvierte innerhalb von drei Spielzeiten 67 von insgesamt 78 ausgetragenen Oberligaspielen. Während der Saison 1973/74 stagnierte seine Leistungsfähigkeit, und er kam nur noch in neun Oberligabegegnungen zum Einsatz. In seinem letzten und 92. Oberligaspiel am 16. März 1974 wurde er in der Begegnung des 22. Spieltages Sachsenring – Vorwärts Frankfurt (0:3) für die letzten 25 Minuten eingewechselt. Während seiner Oberligazeit erzielte Brändel 15 Punktspieltore. Mit Beginn der Saison 1974/75 wechselte Brändel zum DDR-Ligisten BSG Motor Werdau. Bis auf die Spielzeiten 1976/77 und 1980/81 war er stets bester Torschütze der Werdauer. Mit 19 Treffern wurde er 1978 Torschützenkönig der Ligastaffel D. Im Alter von 38 Jahren beendete Brändel im Sommer 1981 seine Laufbahn als Leistungsfußballer.
Später war Brändel als Trainer tätig. Nach Engagements bei unterklassigen Mannschaften in Vielau, bei der BSG Turbine Zwickau und in Friedrichsgrün wurde Brändel 1996 beim Nachfolgeverein der BSG Sachsenring, dem FSV Zwickau, Nachwuchstrainer. 2003 war er einige Monate Cheftrainer und danach als Co-Trainer tätig. Von 2006 bis 2009 trainierte der in Zwickau ansässige Brändel in der 8. Liga den Bezirksklasseverein FC Sachsen in Steinpleis-Werdau. Ab der Saison 2011/12 trainierte er den SV Planitz, der zu diesem Zeitpunkt in der Kreisliga Westsachsen (9. Liga) spielte.
Im März 2022 verstarb Brändel im Alter von 78 Jahren.